# 維托馬爾齊
維托馬爾齐（斯洛維尼亞語： 發音：[ˈʋiːtɔmaɾtsi]），是斯洛維尼亞東北部斯洛維尼亞丘陵內聖安德拉日市鎮的聚居地及行政中心。它位於佩斯尼察河左岸的斯洛文尼亚戈里采丘陵山腳下。當地是下施蒂里亞傳統地區的一部分，現在被包括在波德拉夫統計區中。
當地的堂區教堂獻給聖安德魯（當地方言：sveti Andraž），屬於天主教馬里博爾總教區。它可以追溯到16世紀初。

## 外部連結
- Vitomarci at Geopedia （页面存档备份，存于）